# Jade Puget
Jade Errol Puget (Santa Rosa, 28 novembre 1973) è un chitarrista statunitense.
È noto soprattutto come chitarrista del gruppo punk AFI, a cui si è unito nel 1998, e come componente del duo di elettronica Blaqk Audio, con cui ha pubblicato un album di studio, CexCells nel 2007. Puget è vegetariano e straight edge, così come il cantante degli AFI Davey Havok.
Prima di entrare negli AFI il 2 novembre 1998, Jade Puget aveva già fatto parte di molti altri gruppi, tra cui Loose Change e Redemption 87. Il suo primo album con gli AFI fu Black Sails in the Sunset, a cui seguirono altri cinque album in studio, l'ultimo burials
Puget ha recentemente remixato il singolo di Marilyn Manson Heart-Shaped Glasses (When the Heart Guides the Hand), che è stato pubblicato come bonus track di Eat Me, Drink Me del 2007 e Freakshow dei The Cure dall'album 4:13 Dream, apparso nell'EP Hypnagogic States. Inoltre ha remixato Where the Moss Slowly Grows dei Tiger Army da Music From Regions Beyond e ha prodotto il debutto di The Dear & Departed Something Quite Peculiar. Puget ha anche recentemente remixato Ready, Set, Go! dei Tokio Hotel da Scream.

## Discografia

### AFI
- 1999 - Black Sails in the Sunset
- 1999 - All Hallow's
- 2000 - The Art of Drowning
- 2002 - 336
- 2003 - Sing the Sorrow
- 2006 - Decemberunderground
- 2009 - Crash Love

### Black Audio
- 2007 - CexCells

### Redemption 87
- 1995 - The Spidey Sessions EP
- 1997 - Redemption 87
- 1999 - All Guns Poolside

### Loose Change
- 1993 - Dork
- 1994 - Two 40's, a Whopper and a Pack of Smokes
- Lucky Dog
- Skanless Mission
- 1998 - D is for Delinquent